# Lauren German
Lauren Christine German (Huntington Beach, 29 de novembro de 1978) é uma atriz norte-americana mais conhecida por sua atuação em filmes de terror como The Texas Chainsaw Massacre e Hostel: Part II., e na série Lucifer. Em 2011, integrou o elenco da segunda temporada da série Hawaii Five-0. No período de 2012 até 2014 interpretou uma paramédica, Leslie Shay, na série Chicago Fire. Atualmente, integra o elenco da série Lucifer, exibida pelo canal Fox, entre 2016 e 2018, posteriormente adquirida pela Netflix.

## Primeiros anos
German nasceu em Huntington Beach, Califórnia. O pai de German é um cirurgião vascular, Richard German. Seu avô paterno, James German, era neerlandês; nascido em Amsterdã, Holanda, em 1909, James imigrou para os Estados Unidos com sua família quando criança. O restante de sua ancestralidade é inglesa. Ela frequentou Los Alamitos High School, e Orange County High School of the Arts. Mais tarde, ela se matriculou na Universidade do Sul da Califórnia, estudando Antropologia.

## Carreira
O primeiro trabalho de Lauren foi no palco em Peter Pan e Olyver. Em 2000, ela fez sua estréia no cinema na comédia romântica Down to You, onde ela teve um pequeno papel como uma mulher apaixonada.
Em 2002, German co-estrelou o drama romântico A Walk to Remember, com Shane West e Mandy Moore, baseado no romance homônimo de Nicholas Sparks, de 1999. Ela interpretou Belinda, com quem Landon Carter (West) rompeu o namoro. Então ela apareceu no filme de terror crime Dead Above Ground, no drama A Midsummer Night's Rave e no filme de TV The Lone Ranger, no qual ela teve papéis menores e maiores. Em 2003, ela fez um teste para estrelar o filme de terror The Texas Chainsaw Massacre, um remake do filme de 1974, mas o papel foi para Jessica Biel e German ganhou o papel de caroneira.
German co-estrelou no drama policial Born Killers (2005), o thriller Rx (2005), a comédia romântica Standing Still (2005), o drama It Is Fine! Everything Is Fine.(2007), e o drama musical What We Do Is Secret com Shane West, novamente baseado em uma história real, o último como o baterista original do Germs e a subsequente cantora do The Go-Go's, Belinda Carlisle. Ela estrelou o filme de terror Hostel: Part II, produzido por Quentin Tarantino. Ela também estrelou no thriller apocalíptico francês The Divide. De 2011 a 2012, German estrelou a segunda temporada do drama policial da CBS Hawaii Five-0 como agente do DHS Lori Weston. Ela estrelou nas duas primeiras temporadas do drama da NBC Chicago Fire como Leslie Shay, um dos paramédicos de 2012 a 2014. Em sua última temporada na série, seu personagem morre. O nome de seu personagem foi impresso na porta da ambulância em que ela viajava, como um memorial.
Em 2015, German foi adicionada ao elenco principal da comédia dramática Lucifer, vagamente baseada na série de quadrinhos da DC com o mesmo nome, como Chloe Decker, detetive de homicídios da LAPD que se sente repelida e fascinada por Lúcifer Morningstar, interpretado por Tom Ellis, que cansado de seu "cargo" de Rei do Inferno abandonou seu trono e mudou-se para Los Angeles.

### Filmografia
| Ano  | Título                          | Papel            | Notas |
| ---- | ------------------------------- | ---------------- | ----- |
| 2000 | Down to You                     | Lovestruck Woman |       |
| 2002 | A Walk to Remember              | Belinda          |       |
| 2002 | Dead Above Ground               | Darcy Peters     |       |
| 2002 | A Midsummer Night's Rave        | Elena            |       |
| 2003 | The Texas Chainsaw Massacre     | Suicidal girl    |       |
| 2005 | Rx                              | Melissa          |       |
| 2005 | Standing Still                  | Jennifer         |       |
| 2005 | Born Killers                    | Gertle           |       |
| 2007 | It Is Fine! Everything Is Fine. | Ruth             |       |
| 2007 | Spin                            | Cassie           |       |
| 2007 | Love and Mary                   | Mary             |       |
| 2007 | Hostel: Part II                 | Beth             |       |
| 2007 | What We Do Is Secret            | Belinda          |       |
| 2008 | Mating Dance                    | Abby             |       |
| 2009 | Made for Each Other             | Catherine        |       |
| 2009 | Dark Country                    | Gina             |       |
| 2011 | The Divide                      | Eva              |       |

| Ano       | Título              | Papel                          | Notas                                     |
| --------- | ------------------- | ------------------------------ | ----------------------------------------- |
| 2000      | Undressed           | Kimmy                          | Série                                     |
| 2001      | Shotgun Love Dolls  | Beth                           | Filme                                     |
| 2001      | 7th Heaven          | Marie                          | Episódio: "Desculpas"                     |
| 2002      | Going to California | Tiffany                        | Episódio: "A Little Hard in the Big Easy" |
| 2003      | The Lone Ranger     | Emily Landry                   | Filme                                     |
| 2005      | Sex, Love & Secrets | Rose                           | Principal                                 |
| 2006      | Surrender, Dorothy  | Maddy                          | Filme                                     |
| 2010      | Happy Town          | Henley Boone / Chloe           | Principal                                 |
| 2011      | Human Target        | Angie Anderson                 | Episódio: "Mate Bob"                      |
| 2011      | Memphis Beat        | Kaylee Slater                  | Episódios: "Identity Crisis", "The Feud"  |
| 2011–2012 | Hawaii Five-0       | DHS agent Lauren "Lori" Weston | Principal                                 |
| 2012–2014 | Chicago Fire        | Leslie Shay                    | Principal                                 |
| 2014      | Chicago P.D.        | Leslie Shay                    | 2 episódios                               |
| 2016–2021 | Lucifer             | Det. Chloe Decker              | Principal                                 |